# Faruk Lončarević
Faruk Lončarević és un guionista i director de cinema i teatre bosnià. El seu primer llargmetratge Mama i tata va guanyar el Premi Especial del Jurat al Festival de Cinema de Sarajevo de 2006. "Sa mamom" és el seu segon llargmetratge del qual, a més de dirigir, també va escriure el guió. La pel·lícula també es va estrenar al Festival de Cinema de Sarajevo 2014, on va rebre el premi Cineuropa, i també es va projectar a les Dies de Cinema de Mostar. L'Associació de Treballadors del Cinema de Bòsnia i Hercegovina va seleccionar aquesta pel·lícula per competir pel Premi Oscar del 2014. També ha dirigit diversos curtmetratges, sèries documentals, així com el llargmetratge documental Mali kijamet, sobre el tsunami al Sud-est asiàtic. És professor de l'Acadèmies de Cinema de Sarajevo i de l'Acadèmia d'Arts Dramàtiques de Tuzla. Escriu textos sobre història del cinema, teoria i crítica. Les seves pel·lícules compten amb actors famosos com: Marija Pikić, Mira Furlan i Branko Đurić.

## Primers anys
Va estudiar a l'Acadèmia d'Arts Escèniques de Sarajevo, i es va graduar l'any 2000 amb l'obra Lulu de Frank Wedekind. La seva primera obra professional va ser Košmar o Bosni, amb el Teatre de la Joventut, l'any 2001, amb la qual va guanyar el premi "Hrabri novi svijet" al Festival Internacional de Teatre MESS. Després va passar dos anys a Indonèsia fent estudis de postgrau en teatre tradicional.

## Carrera cinematogràfica
El 2005 va tornar a Sarajevo, on va rodar el seu primer llargmetratge Mama i tata, que va guanyar el Premi del Jurat al Festival de Cinema de Sarajevo, i després es va projectar a més de 20 festivals d'arreu del món. Després va dirigir Mali Kijamet, un documental íntim sobre el devastador tsunami que va afectar el sud-est asiàtic a finals de 2004. Set anys després del seu debut dirigeix  Sa mamom", que va ser una coproducció bosniana,eslovena i alemanya.
No tornaria a dirigir fins al 2021, quan va estrenar Tako da ne ostane živa, amb la que va guanyar la Palmera d'Or a la XXXVI edició de la Mostra de València.